# Tariq Ali

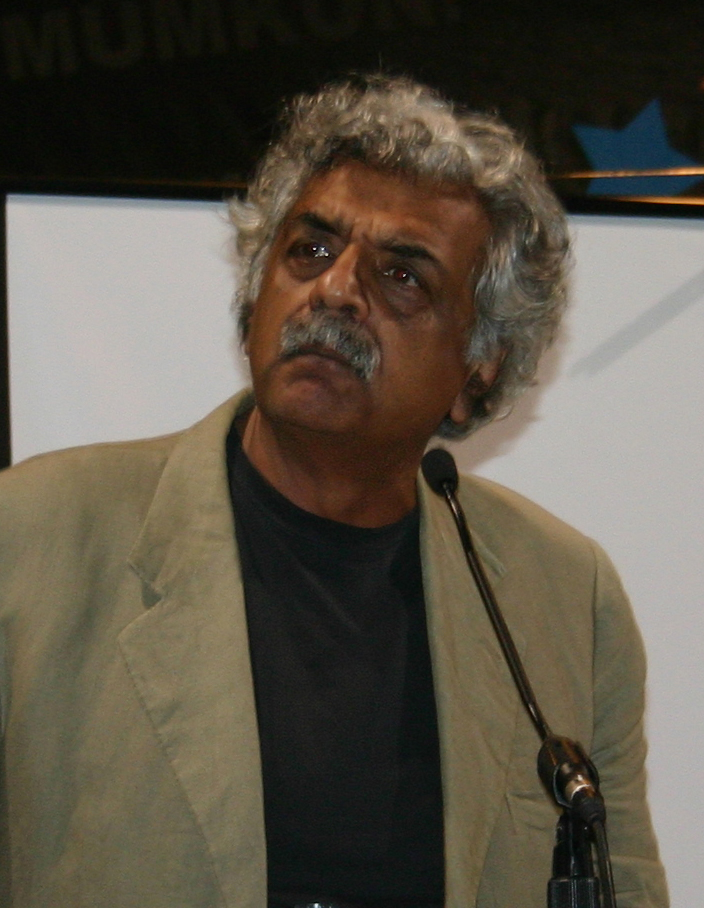
Tariq Ali

Tariq Ali (urdu: طارق علی) (n. 21 octombrie, 1943, Lahore) este un istoric,eseist, romancier și regizor britanic și pakistanez de limba engleză.
A crescut într o familie aristocratică, ca fiu al ziaristului Mazhar Ali Khan si al activistei politice Tahira Mazhar Ali Khan. Mama sa este fiica lui Sir Sikandar Hyat Khan, lider al Ligii Musulmane Unioniste și în anii 1937-1942 prim ministru al Punjabului. Părinții lui Tariq Ali au rupt cu tradiția politica a familiei și au devenit comuniști și atei. Totuși în copilărie a învățat, după cum se obișnuia, și fundamentele religiei musulmane.
Stabilit în Anglia din 1960, după ce participase la demonstrații antiguvernamentale în Pakistan, a studiat filozofia, economia și științele politice la colegiul Exeter al Universității Oxford.
Tariq Ali este membru in comitetul de redacție al revistei New Left Review,redactat de soția sa Susan Watkins, scrie regulat în cotidianul The Guardian,în magazinul CounterPunch și în London Review of Books. De asemenea este directorul editorial al casei de editura Verso din Londra.
În trecut și Tariq Ali s-a declarat comunist și ateu, fiind activ în cercurile troțkiste ale IMG - International Marxist Group si ale periodicului „The Black Dwarf”. Ulterior a intrat în Patidul Laburist, fiind activ în fracțiunea stângistă condusă de Tony Benn.
A considerat că Atentatele din 11 septembrie 2001 din S.U.A. au fost generate de ciocnirea dintre două „fundamentalisme” - cel islamist și cel imperialist, în 2014 s-a pronunțat pentru independența Scoției și dezmembrarea Regatului Unit.

## Cărți
- Pakistan: Military Rule or People's Power (1970)
- Can Pakistan Survive? The Death of a State (1991)
- Pirates Of The Caribbean: Axis Of Hope (2006),
- Conversations with Edward Said (2005)
- Bush in Babylon (2003),
- Clash of Fundamentalisms: Crusades, Jihads and Modernity (2002)
- A Banker for All Seasons (2007),
- The Duel (2008)
- The Obama Syndrome (2010).